# Parc national de la forteresse de Brimstone Hill
La forteresse de Brimstone Hill est une forteresse militaire datant des XVIIe et XVIIIe siècles sur l'île Saint-Christophe à Saint-Christophe-et-Niévès dans les petites Antilles. C'est un des ensembles fortifiés les mieux préservés des Amériques.
Le parc national de la forteresse de Brimstone Hill est classé par l'UNESCO comme patrimoine mondial de l'humanité depuis 1999.

## Histoire
Cette forteresse a été conçue par les Britanniques et construite par des esclaves africains. Elle est représentative de l'architecture militaire coloniale dans les Antilles. Le principal bâtiment de la forteresse est le Fort Charles.
La forteresse subit le siège des Français du 19 janvier au 12 février 1782, également connu sous le nom de prise de Saint-Christophe. L'amiral-comte François Joseph Paul de Grasse débarque à Saint-Christophe les troupes françaises du marquis de Bouillé qui encerclent et assiègent la forteresse où se sont réfugiés les Britanniques commandés par le Brigadier-général Fraser ; celui-ci se rend au bout d'un mois. L'île passe sous contrôle français, avant d'être rétrocédée à la Grand-Bretagne par le traité de Paris l'année suivante.
La forteresse a été abandonnée par les Britanniques au milieu du XIXe siècle et le site a commencé à se dégrader. La restauration et l'entretien du site ont commencé dans les années 1900 et en 1987, le site a été officiellement déclaré parc national.